# Futur per Finnmark
Futur per Finnmark (noruec Framtid for Finnmark), també conegut popularment com a Llista Aune (Aunelista) fou un partit polític que es presentà a les eleccions legislatives noruegues de 1989 com a protesta contra els partits amb més tradició al nord del país.
Va rebre el 21,5% dels vots al comtat de Finnmark, on hi fou la llista més votada, i el seu cap de llista, Anders Jon Aune fou elegit diputat per un període de quatre anys al Storting. El partit no es va tornar a presentar a cap més elecció.